# 杭州移动电视

logo

新动传播-杭州移动电视是杭州文广集团和杭州公交集团共同出资组建的杭州广电公交移动多媒体有限公司推出的移动电视，于2005年5月17日正式开播运作。

## 简介
采用世界最先进的无线数字技术，通过无线电数字信号发射、地面接收的方法进行节目传播，在中国开创了新一代传播载体。
移动终端设备全部安装于最新最好的公交车内。截至2011年，已在4497辆公交车、100艘大型西湖游船、运河水上巴士、钱塘江大型游轮，以及部分公务车辆、公众楼宇装载了移动电视接收终端(车、船共8294个终端屏)。形成覆盖杭州市受众广泛的电视网络。

## 节目
每天播出18个小时的节目（6：00-24：00）。移动电视自制节目主要有以下几个，主要主持人（有的已离开）有：
- 新动搜索，游玩类节目 （页面存档备份，存于）主持人小康
- 新动影擎，影视娱乐节目 （页面存档备份，存于），主持人科威、胡迪
- 新动赛场，体育节目，主持人李丹
- 新动快线，本地新闻节目，主持人小柳
- 道听途说，新闻
- 新动视线，